# Non-essere
Il concetto di non-essere è strettamente connesso a quello di essere come sua contrapposizione e negazione. Per molti aspetti esso quindi è coincidente con quello di nulla (dal latino nihil, in greco μηδέν) e a "non ente" (latino non ens, in greco μὴ ἐόν o μὴ ὄν), per quanto nella storia del pensiero i due termini vengano usati talvolta in modo diverso. . 
Il dibattito sul non-essere e di conseguenza sull'essere inizia nel pensiero occidentale con la filosofia eleatica di Parmenide il quale pone la contrapposizione «ἔστιν»/«οὐκ ἔστιν»  sostenendo che, solo l'essere esiste e che il non-essere non è pensabile e quindi non è esprimibile a parole e dunque non esiste. 
Nell'unica opera di Parmenide, il poema in esametri intitolato Sulla natura, si ribadisce questa concezione:
(Parmenide, Il poema sulla natura, o Della natura; fr. 2, 3 Diels-Kranz)
Gorgia controbatte nella sua opera Περὶ τοῦ μὴ ὄντος ἢ περὶ ϕύσεως (Del non ente, ovvero della natura),  le tesi eleatiche giungendo alla conclusione (secondo l'interpretazione dello Pseudo-Aristotele) che solo il «nulla è». . Di conseguenza:
- l'essere non esiste:
poiché se è infinito nessun luogo potrebbe contenerlo, e non può essere finito poiché gli stessi eleati lo negano come tale (La scuola eleatica, a differenza del suo fondatore Parmenide, concepisce l'essere come infinito, soprattutto a seguito delle considerazioni di Melisso);
- se anche esistesse, non sarebbe conoscibile:
chi è all'interno dell'Essere, dello Sfero parmenideo, non può conoscerlo;
- se anche fosse conoscibile, non sarebbe esprimibile a parole né comunicabile ad altri:
 mancherebbero le parole per esprimere la sua grandezza smisurata e anche se fosse esprimibile non si potrebbe comunicare se non ciò che è oggetto d'esperienza, per Gorgia appare una conoscenza espressa in termini negativi: la verità non esiste, ogni sapere è impossibile, tutto è falso perché tutto è illusorio. [6].

Con Platone viene  profondamente modificato il concetto stesso di "non-essere": esso non è più il "nulla", ma viene a costituirsi come il "diverso", come un'altra modalità dell'essere. Se si dice che una cosa è se stessa e non è tutte le altre questo non implica una contraddizione tra essere e non-essere riferita alla medesima cosa perché quel non essere continua a configurarsi come essere nel senso che quella cosa è se stessa ed è diversa da tutte le altre. La contraddizione vi sarebbe se quel non-essere significasse non esiste, allora non potrei dire che una cosa "esiste" e insieme "non esiste". 
In altri termini, ora anche il non-essere in certo qual modo è, perché non è più radicalmente contrapposto all'essere, ma esiste in senso relativo (relativo cioè agli enti sensibili).  Il non-essere esiste come "corrosione" o decremento della bellezza originaria delle idee iper-uraniche calate nella materia per dare forma agli elementi, in un sinolo o unità di materia e forma, come dirà Aristotele che unirà l'essere e il non essere inteso come potenza nel concetto del divenire; unione che si decomporrà poi con la morte o distruzione dei singoli enti .
Nell'idealismo post-kantiano, e particolarmente con Hegel l'essere e il non essere, come tesi e antitesi, si rivolvono nella sintesi del divenire alla base di ogni sviluppo dialettico del pensiero e della realtà.